# Union Park
Union Park és una concentració de població designada pel cens dels Estats Units a l'estat de Florida. Segons el cens del 2000 tenia 10.191 habitants.

## Demografia
Segons el cens del 2000, Union Park tenia 10.191 habitants, 3.644 habitatges, i 2.507 famílies. La densitat de població era de 1.316 habitants/km².
Dels 3.644 habitatges en un 33,3% hi vivien nens de menys de 18 anys, en un 50,6% hi vivien parelles casades, en un 13,2% dones solteres, i en un 31,2% no eren unitats familiars. En el 17,3% dels habitatges hi vivien persones soles el 3,6% de les quals corresponia a persones de 65 anys o més que vivien soles. El nombre mitjà de persones vivint en cada habitatge era de 2,79 i el nombre mitjà de persones que vivien en cada família era de 3,19.
Per edats la població es repartia de la següent manera: un 24,9% tenia menys de 18 anys, un 14,8% entre 18 i 24, un 32,6% entre 25 i 44, un 19% de 45 a 60 i un 8,7% 65 anys o més.
L'edat mediana era de 31 anys. Per cada 100 dones de 18 o més anys hi havia 97,9 homes.
La renda mediana per habitatge era de 44.174 $ i la renda mediana per família de 45.191 $. Els homes tenien una renda mediana de 31.982 $ mentre que les dones 23.384 $. La renda per capita de la població era de 19.087 $. Entorn del 7,9% de les famílies i l'11,3% de la població estaven per davall del llindar de pobresa.

## Poblacions més properes
El següent diagrama mostra les poblacions més properes.